# Tuck Everlasting
För filmen med samma originaltitel från 1981, se Tuck - som aldrig dör, för boken se Speldosan (bok).
Tuck Everlasting är en dramafilm från 2002. I rollerna ses William Hurt, Sissy Spacek, Ben Kingsley,  Alexis Bledel, Jonathan Jackson. 

## Handling
Filmen utspelar sig 1914 (inte 1880 som boken). Winnie Foster (Alexis Bledel) är dotter till stadens mest förmögna familj och är hårt hållen till de traditioner som familjen har. Hennes föräldrar vill skicka i väg henne till en sträng internatskola för flickor, något som Winnie själv inte vill då hon drömmer om ett friare liv så hon rymmer från hemmet, men går snart vilse i skogen. Där möter hon Jesse Tuck (Jonathan Jackson) och ser honom dricka ur en källa vid en ek. Efter ett missförstånd tror Jesses äldre bror Miles (Scott Bairstow) att Winnie känner till familjen Tucks hemlighet om källan som ger evigt liv; han tar med henne till deras hem för att hindra henne att avslöja deras hemlighet. Där får Winnie först kontakt med Mae Tuck (Sissy Spacek) som är mor till Jesse och Miles, och sakta växer en vänskap fram mellan henne och familjen Tuck.
Snart uppstår också en förälskelse mellan Winnie och Jesse, och hon hamnar i valet om hon ska vända tillbaka hem till ett vanligt liv och glömma vad hon upplevt eller dricka ur källan och tillbringa en evighet ihop med Jesse. Hans far Angus (William Hurt) vill dock att familjen ska ge sig av då de känner sig hotade av närvaron av en man i gul kostym (Ben Kingsley) som dykt upp inne i staden, som verkar känna till familjens hemlighet och som vill missbruka de möjligheter källan till evigt liv ger. När mannen får se att Winnie befinner sig hos dem tvekar han därför inte en sekund innan han erbjuder Robert Foster (Victor Garber) och tillika Winnies far att avslöja var hon finns i utbyte mot att han får ta över hela skogen och därmed också källan.

## Om filmen
Tuck Everlasting regisserades av Jay Russell och är baserad på Natalie Babbitts bok Speldosan. Filmen är en nyinspelning av filmen Tuck - som aldrig dör från 1981.
Filmen producerades av Walt Disney Pictures.

## Rollista (urval)
- Alexis Bledel - Winnie Foster
- William Hurt - Angus Tuck
- Sissy Spacek - Mae Tuck
- Jonathan Jackson - Jesse Tuck
- Scott Bairstow - Miles Tuck
- Ben Kingsley - mannen i den gula kostymen
- Amy Irving - mamma Foster
- Victor Garber - Robert Foster